# فيندلاي كير
فيندلاي كير (بالإنجليزية: Findlay Kerr)‏ هو لاعب كرة قدم أمريكي، ولد في 16 يناير 1897 في Millport, Great Cumbrae ‏ في المملكة المتحدة، وتوفي في 1 نوفمبر 1980. شارك مع منتخب الولايات المتحدة لكرة القدم. أما مع النوادي، فقد لعب مع فول ريفر ماركسمين.